# BK Tromsø
BK Tromsø (norska: Ballklubb Tromsø) är en volleybollklubb från Tromsö, Norge. Klubben grundades 
1974. Klubbens herrlag har blivit norska mästare tio gånger (senast 2014) och damlaget har blivit norska mästare en gång (2021). Klubben hade 2022 omkring 250 medlemmar. Ursprungligen hade klubben även basket på programmet, men efter två år formade de aktiva en separat klubb.